# Modelo de webcam

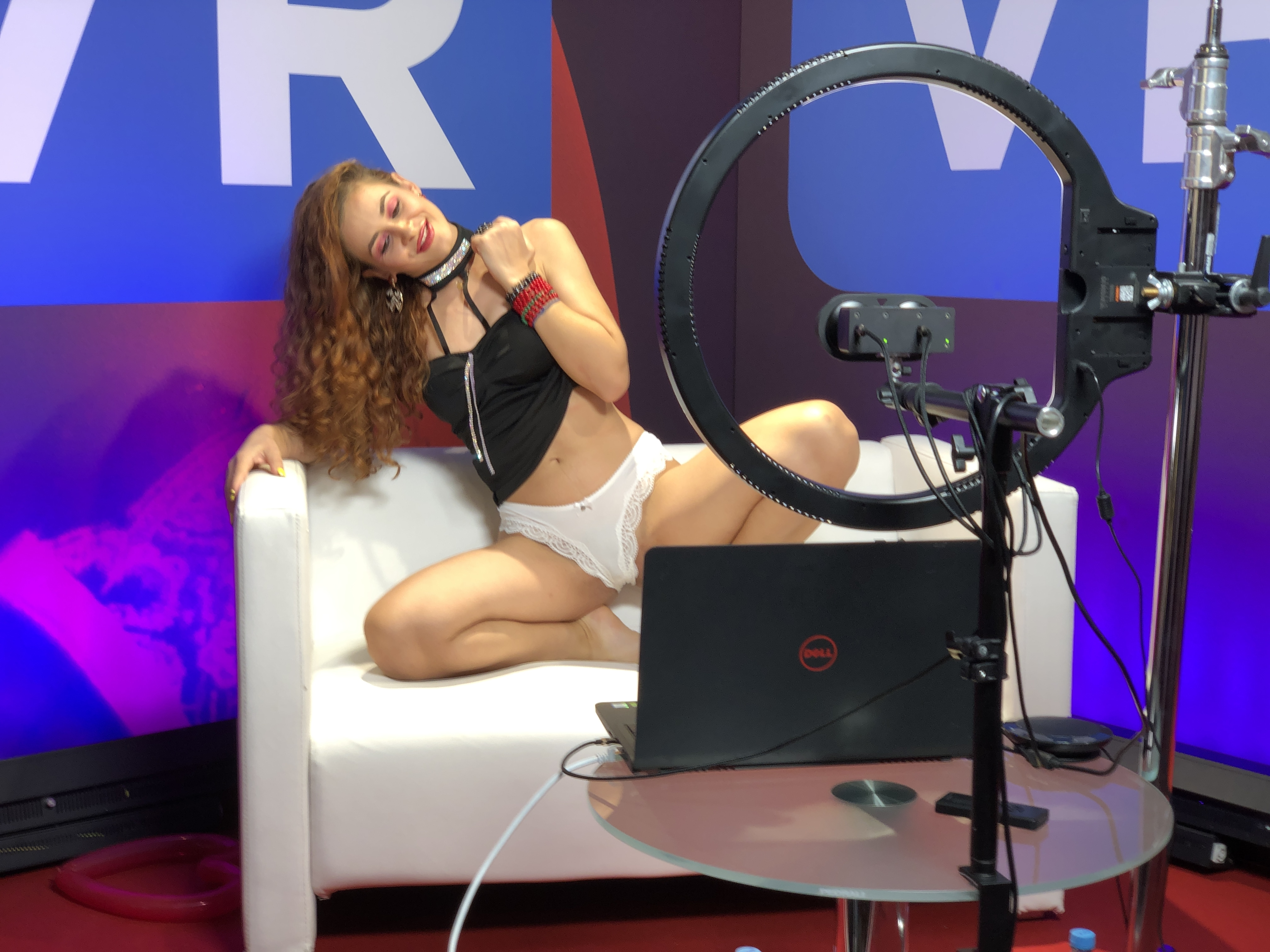
Uma modelo se apresentado no Venus Berlin em 2019.

Uma modelo de webcam, também conhecida como camgirl para as mulheres e camboy para os homens, é um(a) modelo(a) que atua na Internet através de imagens de webcam ao vivo. Um modelo de webcam geralmente realiza serviços sexuais (como striptease e masturbação) em troca de dinheiro, bens ou atenção.
Os indivíduos que estão nesta profissão geralmente cobram uma taxa fixa por minuto, no entanto, muitos incentivam os espectadores a comprar itens em listas de desejos online ou a adicionar dinheiro às contas on-line. Eles também podem ganhar dinheiro através de publicidade ou ganhar comissão convencendo os clientes para se inscreverem para a adesão em sites adultos pagos. As comissões obtidas por câmeras variam amplamente pelo paysite, mas geralmente estão na forma de uma taxa fixa, às vezes conhecida como "recompensa", ou com base em uma porcentagem das vendas brutas para cada cliente que se inscreve em um site.